# Asa Amintaeva
Aza Amintaeva (Vladikavkaz (Ossètia del Nord), 1 d'abril, 1920 - Moscou, 1997), Pianista soviètica i russa, acompanyant.

## Biografia
Nativa del Daguestan, als anys quaranta Aza Amintaeva es va graduar en piano al Conservatori de Moscou. A principis de la dècada de 1950, Aza Magomedovna va ser convidada a treballar com a acompanyant al Conservatori de Moscou i com a professora a l'escola del conservatori.
Aza Amintaeva és laureada del primer Concurs Internacional Txaikovski. En el Segon Concurs, va acompanyar als participants del violoncel·lista soviètic, i el jurat li va atorgar un "Diploma especial al millor acompanyant", un premi no previst en les bases del concurs.

Durant molts anys, Amintaeva va ser l'acompanyant i amiga de Mstislav Rostropóvitx. Amb ell i altres músics, la pianista va assistir a concerts a molts països del món. Durant la seva gira a Makhatxkalà (Daguestan), l'any 1972, Rostropovich va parlar del seu acompanyant: 
| « | "Aquesta és una música destacada, una pianista brillant, amb qui porto més de vint anys treballant. Ho considero l'orgull de la nostra música, una prova clara del talent dels Daguestanis". | » |

Després que Rostropovich i la seva esposa Galina Višnevskaja fossin expulsats de l'URSS, Aza Amintaeva va continuar mantenint contacte amb ells, malgrat la pressió de les autoritats. Després del seu retorn a Rússia a la dècada de 1990, es va reprendre la seva activitat creativa conjunta.
Artista honrada de la RSFSR (Artista del Poble de l'URSS (arts escèniques)), i artista popular del Daguestan, Aza Amintaeva va viure molt modestament fins al final dels seus dies.
El duet de piano i violoncel entre la seva alumna, Natàlia Xakhovskaia i Aza Amintaeva va durar més de vint anys, fins a la mort de la pianista.